# Раян Крісті
Раян Крісті (англ. Ryan Christie, нар. 22 лютого 1995, Інвернесс) — шотландський футболіст, півзахисник клубу «Борнмут» та національної збірної Шотландії.

## Клубна кар'єра
Народився 22 лютого 1995 року в місті Інвернесс. Вихованець клубу «Інвернесс Каледоніан Тісл» з рідного міста. 29 грудня 2013 року в матчі проти «Селтіка» (0:1) він дебютував у шотландській Прем'єр-лізі. 1 квітня 2014 року в поєдинку проти «Мотервелла» (2:1) Раян забив свій перший гол за рідний клуб. У 2015 році він допоміг клубу виграти Кубок Шотландії, зігравши в тому числі і у фінальній грі проти «Фолкерка» (2:1). Влітку того року Крісті був визнаний найкращим молодим гравцем року за версією Шотландської асоціації футбольних журналістів.
1 вересня 2015 року Крісті підписав чотирирічний контракт з «Селтіком», але наступні півроку він провів в «Інвернесі» в оренді. На початку 2016 року Раян повноцінно став гравцем «кельтів». 23 січня в матчі проти «Сент-Джонстона» (3:1) він дебютував за нову команду. 15 травня в поєдинку проти «Мотеруелла» Крісті забив свій перший гол за «Селтік».
За підсумками сезону 2015/16 Крісті виграв з командою чемпіонат Шотландії, але зіграв лише у 5 іграх у тому турнірі. Не ставши основним гравцем і по ходу наступного сезону, 24 січня 2017 року Раян на правах оренди до кінця сезону перейшов в «Абердін». 27 січня в матчі проти «Данді» (3:0) він дебютував за новий клуб. 4 лютого в поєдинку проти «Партік Тісл» (2:0) Крісті забив свій перший гол за «Абердін». Він допоміг Абердіну стати віце-чемпіоном Шотландії та вийти до фіналу Кубка Шотландії, але не зміг взяти участь у фіналі, оскільки там суперником був «Селтік» (1:2). В червні 2017 року термін оренди був продовжений ще на рік, ставши частиною угоди по переходу Джонні Гейза у зворотному напрямку.
Влітку 2018 року Крісті повернувся в «Селтік» і поступово став основним гравцем клубу, вигравши у наступних двох сезонах усі три внутрішні трофеї — чемпіонат та Кубок Шотландії, а також Кубок шотландської ліги, при цьому саме Крісті забив єдиний і переможний гол у фіналі кубка ліги 2018/19 проти «Абердіна» (1:0) та один з голів у фіналі Кубка Шотландії 2019/20 проти «Гарт оф Мідлотіан» (3:3, пен. 4:3). Станом на 2 травня 2021 року відіграв за команду з Глазго 89 матчів в національному чемпіонаті.

## Виступи за збірні
Протягом 2014—2016 років залучався до складу молодіжної збірної Шотландії. На молодіжному рівні зіграв у 9 офіційних матчах, забив 1 гол.
9 листопада 2017 року дебютував в офіційних матчах у складі національної збірної Шотландії в товариському матчі проти збірної Нідерландів (0:1).
У травні 2021 року Крісті був включений до заявки збірної на чемпіонат Європи 2020 року
| Дата       | Місто      | Господарі         | Результат               | Гості      | Турнір                               | Голи | Примітки |
| ---------- | ---------- | ----------------- | ----------------------- | ---------- | ------------------------------------ | ---- | -------- |
| 9-11-2017  | Абердин    | Шотландія         | 0 – 1                   | Нідерланди | товариський матч                     | -    |          |
| 27-3-2018  | Будапешт   | Угорщина          | 0 – 1                   | Шотландія  | товариський матч                     | -    | 77'      |
| 2-6-2018   | Мехіко     | Мексика           | 1 – 0                   | Шотландія  | товариський матч                     | -    | 55'      |
| 17-11-2018 | Шкодер     | Албанія           | 0 – 4                   | Шотландія  | Ліга націй УЄФА 2018-2019 - 1-й етап | -    |          |
| 20-11-2018 | Глазго     | Шотландія         | 3 – 2                   | Ізраїль    | Ліга націй УЄФА 2018-2019 - 1-й етап | -    | 76'      |
| 6-9-2019   | Глазго     | Шотландія         | 1 – 2                   | Росія      | Відбір до ЧЄ 2020                    | -    | 61'      |
| 9-9-2019   | Глазго     | Шотландія         | 0 – 4                   | Бельгія    | Відбір до ЧЄ 2020                    | -    | 82'      |
| 10-10-2019 | Москва     | Росія             | 4 – 0                   | Шотландія  | Відбір до ЧЄ 2020                    | -    |          |
| 13-10-2019 | Глазго     | Шотландія         | 6 – 0                   | Сан-Марино | Відбір до ЧЄ 2020                    | -    |          |
| 16-11-2019 | Нікосія    | Кіпр              | 1 – 2                   | Шотландія  | Відбір до ЧЄ 2020                    | 1    | 90+3'    |
| 19-11-2019 | Глазго     | Шотландія         | 3 – 1                   | Казахстан  | Відбір до ЧЄ 2020                    | -    | 83'      |
| 4-9-2020   | Глазго     | Шотландія         | 1 – 1                   | Ізраїль    | Ліга націй УЄФА 2020-2021 - 1-й етап | 1    |          |
| 7-9-2020   | Оломоуць   | Чехія             | 1 – 2                   | Шотландія  | Ліга націй УЄФА 2020-2021 - 1-й етап | 1    |          |
| 12-11-2020 | Белград    | Сербія            | 1 – 1 д.ч. (4 – 5 п.п.) | Шотландія  | Відбір до ЧЄ 2020                    | 1    | 87'      |
| 15-11-2020 | Трнава     | Словаччина        | 1 – 0                   | Шотландія  | Ліга націй УЄФА 2020-2021 - 1-й етап | -    | 90+3'    |
| 18-11-2020 | Нетанья    | Ізраїль           | 1 – 0                   | Шотландія  | Ліга націй УЄФА 2020-2021 - 1-й етап | -    |          |
| 25-3-2021  | Глазго     | Шотландія         | 2 – 2                   | Австрія    | Відбір до ЧС 2022                    | -    | 24' 88'  |
| 28-3-2021  | Тель-Авів  | Ізраїль           | 1 – 1                   | Шотландія  | Відбір до ЧС 2022                    | -    | 46'      |
| 2-6-2021   | Фару       | Нідерланди        | 2 – 2                   | Шотландія  | товариський матч                     | -    |          |
| 14-6-2021  | Глазго     | Шотландія         | 0 – 2                   | Чехія      | ЧЄ 2020 - 1-й етап                   | -    | 46'      |
| 1-9-2021   | Копенгаген | Данія             | 2 – 0                   | Шотландія  | Відбір до ЧС 2022                    | -    | 71'      |
| 4-9-2021   | Глазго     | Шотландія         | 1 – 0                   | Молдова    | Відбір до ЧС 2022                    | -    |          |
| 7-9-2021   | Відень     | Австрія           | 0 – 1                   | Шотландія  | Відбір до ЧС 2022                    | -    | 71'      |
| 9-10-2021  | Глазго     | Шотландія         | 3 – 2                   | Ізраїль    | Відбір до ЧС 2022                    | -    | 67'      |
| 12-10-2021 | Торсгавн   | Фарерські острови | 0 – 1                   | Шотландія  | Відбір до ЧС 2022                    | -    | 39' 83'  |
| 15-11-2021 | Глазго     | Шотландія         | 2 – 0                   | Данія      | Відбір до ЧС 2022                    | -    | 79'      |
| Усього     |            | Матчів            | 26                      |            | Голів                                | 4    |          |

## Титули і досягнення
- Чемпіон Шотландії (3):

«Селтік»: 2015/16, 2018/19, 2019/20
- Володар Кубка Шотландії (3):

«Інвернесс»: 2014/15
«Селтік»: 2018/19, 2019/20
- Володар Кубка шотландської ліги (2):

«Селтік»: 2018/19, 2019/20